# CD9
CD9 — мембранный белок, гликопротеин из надсемейства тетраспанинов. Белок был открыт в 1981 году и стал первым представителем семейства белков тетраспанинов, включающим на настоящий момент 34 белка млекопитающих, из которых 33 найдены у человека. CD9 играет роль в клеточной миграции и адгезии.

## Тканевая специфичность
Синтезируется многими гематопоэтическими и эпителиальными клетками. 

## Функция
Участвует во многих клеточных процессах, включая дифференцировку, адгезию и передачу сигнала. Важен в активации и агрегации тромбоцитов. Экспрессия белка играет роль в подвижности и метастазировании раковых клеток.

## Структура
CD7 состоит из 227 аминокислот, молекулярная масса — 25,4 кДа. Оба N- и C-концевые участки локализуются в цитоплазме, содержит 4 трансмембранных фрагмента с 6 участками S-пальмитоилирования по остатку цистеина, внеклеточные фрагменты включают 2 участка N-гликозилирования.
Белок образует гомодимеры и олигомеры более высокого порядка, а также гетероолигомеры с другими тетраспанинами за счёт дисульфидных связей.
Связывается с CR2/CD21 и PTGFRN/CD9P1, взаимодействует с IGSF8, CD46.

## См.также
- Тетраспанины
- Кластер дифференцировки